# سارا ميتلاند
سارا ميتلاند (بالإنجليزية: Sara Maitland)‏ (27 فبراير 1950، لندن في المملكة المتحدة)؛ كاتِبة وروائية بريطانية.

## روابط خارجية
- سارا ميتلاند على موقع IMDb (الإنجليزية)